# Урбанек, Алеш
Алеш Урбанек (чеш. Aleš Urbánek; 25 мая 1980, Славишин) — чешский футболист, полузащитник.

## Карьера
Начал свою карьеру в своём родном городе Славишин в одноименном молодёжном команде. Его первой профессиональной командой в 1997 году стал чешский «Лерк». В начале 1999 года перешёл в «Сигму». Именно в «Сигме» стал подавать надежду, на то что молодой левый полузащитник в скором времени станет игроком сборной Чехии. Выступал за молодёжные чешские сборные в возрастной категории: 18, 20 и 21. Спустя 5 лет перешёл в российский «Спартак» из Москвы, но проведя всего 8 матчей в составе «Спартака», в 2004 году был отдан в аренду «Спарте» из Праги. Проведя сезон 2004/05 в «Спарте», вернулся в «Спартак», но руководство московского клуба вновь отдало Урбанека в аренду, на этот раз словацкой «Артмедии» из Братиславы. Сезон 2005/06 великолепно отыграл за «Артмедию», проведя 28 матчей, по итогам сезона был включён в символическую сборную чемпионата Словакии. Проведя в последний раз в сезоне 2006/07 в аренде в «Славии», по окончании сезона окончательно расстался со «Спартаком» и присоединился к «Артмедии», подписав с клубом контракт на 3 года.